# 19th Nervous Breakdown
"19th Nervous Breakdown" er en sang fra det engelske rock ’n’ roll band The Rolling Stones. Rygtet siger at teksten omhandler Mick Jaggers daværende kæreste Chrissie Shrimpton .
Sangen blev skrevet af Jagger og Keith Richards i løbet af Rolling Stones' 1965 tour i USA. Den blev indspillet mellem den 3. og den 8. december, og sangen fortæller om en forkælet pige, der ikke værdsætter det liv, hun lever. 
19th Nervous Breakdown blev udgivet som single den 4. februar 1966, og fik en 2. plads på Billboard Hot 100 i USA, og det samme på UK Singles Chart. 
Det hypnotiske riff som Brian Jones spiller i baggrunden i alle versene, er lånt fra Bo Diddleys sang " Diddley Daddy” 
. Sangen er også kendt for Bill Wymans bass, såkaldt "dive-bombing", i slutningen af sangen. 
Dette var den ene af tre sange som The Stones spillede på deres The Ed Sullivan Show optræden i 1966, deres første på amerikanske tv.

### Fodnote
1. ↑  "Rolling Stones Wives & Girlfriends". Arkiveret fra originalen 25. februar 2012. Hentet 22. september 2007.
2. ↑  "Bo Diddley – The Story Of Bo Diddley | album reviews | musicOMH.com". Arkiveret fra originalen 26. september 2007. Hentet 22. september 2007.
3. ↑  "allmusic".